# Kvalifikace na Mistrovství světa ve fotbale 1962 (CAF)
Kvalifikace na Mistrovství světa ve fotbale 1962 zóny CAF určila jednoho účastníka mezikontinentální baráže proti týmu z Evropy.
Šestice účastníků byla v první fázi rozlosována do třech skupin po dvou, kde se utkali doma a venku. Vítězové skupin postoupili do druhé fáze, kde se utkali každý s každým doma a venku. Vítěz druhé fáze postoupil do mezikontinentální baráže proti týmu z Evropy.

## První fáze

### Skupina 1
Týmy Egypta a Súdánu se vzdaly účasti.

### Skupina 2
| Poř. | Tým     | B | Z | V | R | P | VG | IG |
| ---- | ------- | - | - | - | - | - | -- | -- |
| 1=   | Maroko  | 2 | 2 | 1 | 0 | 1 | 3  | 3  |
| 1=   | Tunisko | 2 | 2 | 1 | 0 | 1 | 3  | 3  |

| Datum                      | Domácí  | Výsledek | Hosté   |
| -------------------------- | ------- | -------- | ------- |
| 30. října 1960, Casablanca | Maroko  | 2 – 1    | Tunisko |
| 13. listopadu 1960, Tunis  | Tunisko | 2 – 1    | Maroko  |

Týmy Maroka a Tuniska měly stejný počet bodů. O postupu rozhodl dodatečný zápas na neutrální půdě.
| Datum                   | Domácí | Výsledek       | Hosté   |
| ----------------------- | ------ | -------------- | ------- |
| 22. ledna 1961, Palermo | Maroko | 1 – 1 (prodl.) | Tunisko |

Maroko postoupilo do druhé fáze díky hodu mincí.

### Skupina 3
| Poř. | Tým     | B | Z | V | R | P | VG | IG |
| ---- | ------- | - | - | - | - | - | -- | -- |
| 1    | Ghana   | 3 | 2 | 1 | 1 | 0 | 6  | 3  |
| 2    | Nigérie | 1 | 2 | 0 | 1 | 1 | 3  | 6  |

| Datum                 | Domácí  | Výsledek | Hosté   |
| --------------------- | ------- | -------- | ------- |
| 28. srpna 1960, Accra | Ghana   | 4 – 1    | Nigérie |
| 10. září 1960, Lagos  | Nigérie | 2 – 2    | Ghana   |

Ghana postoupila do druhé fáze.

## Druhá fáze
Druhou fázi hrály pouze dva týmy kvůli tomu, že ze skupiny 1 nikdo nepostoupil.
| Poř. | Tým    | B | Z | V | R | P | VG | IG |
| ---- | ------ | - | - | - | - | - | -- | -- |
| 1    | Maroko | 3 | 2 | 1 | 1 | 0 | 1  | 0  |
| 2    | Ghana  | 1 | 2 | 0 | 1 | 1 | 0  | 1  |

| Datum                       | Domácí | Výsledek | Hosté  |
| --------------------------- | ------ | -------- | ------ |
| 2. dubna 1961, Accra        | Ghana  | 0 – 0    | Maroko |
| 28. května 1961, Casablanca | Maroko | 1 – 0    | Ghana  |

Maroko postoupilo do mezikontinentální baráže proti týmu z Evropy.